# 大分リバイバル
大分リバイバル（おおいたリバイバル）は、1889年（明治22年）大晦日より新年にかけて大分教会で起きた、日本のプロテスタントの信仰復興運動のことである。
1889年（明治22年）12月31日、メソジストの宣教師W・R・ランバスら2人が大分教会（現・日本基督教団大分教会）に来て、除夜祈祷会に出席して祈っている時に、一同に激しい聖霊の体験があり、次々に罪を悔い改めた。
このリバイバルで釘宮辰生ら多くの青年が献身した。献身した青年たちは杵築、佐伯、森、鶴川、別府などに伝道した。
しかし、その後に激しい迫害が起こった。